# メイカー (マーベル・コミック)
メイカー（Maker）、またはアルティメット・リード・リチャーズ（Ultimate Reed Richards）は、マーベル・コミックが出版するアメリカンコミックに登場する架空のスーパーヴィランである。彼はミスター・ファンタスティックのアルティメット・マーベル・バージョンとして登場してスーパーヒーローの役割を担っていたが、後にヴィランに転向し、さらに主流のマーベル・ユニバースに移住することとなる。

## 出版史
アルティメット・リード・リチャーズはアース-616の同名キャラクターと類似しているが、パワーの起源や大幅に若い年齢設定など多くの点が異なる。キャラクターはブライアン・マイケル・ベンディス、マーク・ミラー、アダム・キューバートにより創造され、2004年に『アルティメット・ファンタスティック・フォー』で初登場した。
2011年にキャラクターはメイカーを自称し、アルティメッツと敵対することとなる。2015年のストーリーライン「シークレット・ウォーズ」でアルティメットユニバース（アース-1610）が滅亡し、マルチバースが再構成されるとメイカーはシークレット・ウォーズ後のマーベル・ユニバース（プライム・アース）に移った。

## キャラクターのバイオグラフィ
リード・リチャーズは天才児であり、学校の科学フェアでテレポーターのデモンストレーションをした結果、政府の若者支援プログラムに採用される。彼はマンハッタンのバクスター・ビルディングにある施設で研究を行っており、そこで後に恋人となるスー・ストームとその弟のジョニーと出会う。またベン・グリムは彼に唯一の友人で擁護者となる。21歳の時、彼と仲間たちはN-ゾーンと呼ばれる異次元を通して有機物質のテレポートを試みる。実験は失敗に終わるが、リードはその過程で驚異的な身体の伸縮力と耐久力を手に入れる。
「アルティメイタム」事件でヒーローが大量死するとリードとスーは破局し、ファンタスティック・フォーは解散する。その後リードはプロジェクト・ペガサスで保管されている物を奪うためにエイリアンと協力する姿が見られ、彼の思想がより陰険なものに変化したことが明らかとなる。リードは実家を両親ごと爆破して自身の死を偽装してエイリアンたちと手を組み、他のファンタスティック・フォーのメンバー、スパイダーマン、マール・ヴェール、アルティメッツらと対峙する。リードはもはや故郷であるこの世界が好きで無く、より優れた世界を求めていることを明かす。
ヒーローたちに敗北し、ネガティブ・ゾーンに閉じ込められていたリードは地球へと戻ると世界の改良に向けて動き出す。リードはメイカーと名乗ってザ・シティを創造し、遺伝子操作された超人種であるチルドレン・オブ・トゥモローのリーダーとなる。彼は外界と時間の流れが異なるシティの中で1000年を過ごし（彼の能力のために老化はしなかった）、その頭頂部は知能を増幅させるために「伸ばされ」、そして彼はアルティメッツと戦う。リードはヘルメットで素顔を隠していたが、ソーによってそれが外されると正体が公となる。メイカーはインビジブルウーマンによって小さなサイキックバブルに閉じ込められるが、生き延びる。その後彼はインフィニティ・ガントレットの作成に取りかかる。
時空の歪みによりアース-616のギャラクタスがアルティメットユニバースに出現すると、アルティメッツはアース-616のミステリオ（アルティメットユニバースで捕らえられていた）から過去にアース-616のリードがギャラクタスを破ったことを聞き出し、やむなくメイカーに協力を依頼する。新しいスパイダーマンと共にリードはアース-616を訪れ、この世界の自分のファイルにアクセスする。リードは戻る前に自分とスーがもうけていた可能性があったヴァレリア・リチャーズを目にして揺さぶられる。リードは手にれたファイルに基づいてギャラクタスを反物質で構成されて食料が何もないネガティブ・ゾーンに追放することで世界を救う。

### シークレット・ウォーズ
リードはニック・フューリーにより世界平和維持のために雇われた一方で、密かにインカージョンの脅威からアース-1610を守っていた。計画を進める間、彼は別の崩壊する地球から逃げ延びたカバルと遭遇する。最後のインカージョンが発生するとリードとカバルはフューリーたちを捨て駒に使い、「救命艇」で崩壊するアース-1610から脱出する。彼らがたどり着いた新世界がビヨンダーズとモレキュールマンの力を使った新帝ドゥームに支配されていることを知ると、リードはアース-616の自分と協力して事態の解決を目指す。しかしながら2人は道徳性で大きな違いがあり、アルティメット・リードがドゥームの殺害に躊躇が無いことに対し、616-リードは世界が彼無しでも存続可能とすることにより関心を持っていた。モレキュールマンを発見するとメイカーは616-リードを猿に変えて殺そうとする。しかしながら616-リードに加担したモレキュールマンによりメイカーは輪切りにされてしまう。

## パワーと能力
アルティメット・リード・リチャーズの弾力性は彼と対となる存在のそれと比較して強力なものとなっている。彼は自分の眼球、特に水晶体を伸ばすことが出来るので眼鏡などの矯正器具を必要としないが、これは短時間しか持続できない。また脳を伸ばすことで知能を増幅させることにより諸問題を解決する、事実上の人間コンピュータとなる。16歳時点でのIQは少なくとも267の天才である。伸縮性は無制限ではなく、シルバーサーファーによって落とされたキャロル・ダンバースを拾う際には痛みを訴えている。
アルティメット・リードはその能力を授かった事故により知性が高まり、彼の「心は身体のように柔軟」となった。彼によると脳の働きは非常に効率的となり、睡眠の必要性も減少している。身体は根本的に変化しており、唯一の内臓は肉体に燃料を供給するエネルギーを生成する「バクテリアル・スタック」である。これにより、例えば彼の身体がフットボール場ほどの長さまで伸びているときに循環器がどのようにして血液を送っているのかと言う疑問も解消される。消化器系が存在しないために飲食の必要も無く、同様に肺も持たないので常人のように呼吸の必要が無く、酸素の無い環境での生存が可能であり、大気に多量の酸と反物質が含まれるN-ゾーンでも活動できる。
彼の耐久性も優れており、ヒューマン・トーチによるノヴァフレイム攻撃、シングによるイオン攻撃、インビジブルウーマンのフォースフィールドによる脳破壊を受けても生存している。また意思を持つ複数の分身を作り出し、それぞれ単独で行動させることができる。
「シークレット・ウォーズ」後、メイカーはモレキュールマンによって無数の存在に分割された。モレキュールマンはアース-616のリードとフランクリン・リチャーズとフランクリン・リチャーズにより新たに作成された多元宇宙それぞれにメイカーの各バージョンを配置した。このメイカーたちは同じ意識を共有しており、それぞれが独立した行動をとることが可能である。この状況を利用し、彼は別の宇宙から別の自分に切り替えてのテレポートが可能となり、また他の宇宙からの武器転送が可能になったために彼の武装解除は困難となった。